# Chucky (1.ª temporada)
A primeira temporada de Chucky, uma série de televisão de terror norte-americana, originalmente exibida na Syfy e na USA Network, entre 12 de outubro de 2021 e 30 de novembro de 2021 nos EUA.
Desenvolvida pela Syfy e USA Network, a série segue Chucky enquanto ele comete uma série de assassinatos misteriosos em uma cidade tranquila nos Estados Unidos. O criador da série, Mancini, e o produtor David Kirschner, atuam como produtores executivos da série, ao lado de Nick Antosca, Harley Peyton e Alex Hedlund. A série estreou simultaneamente na Syfy e na USA Network em 12 de outubro de 2021. Recebeu críticas geralmente positivas dos críticos.
A primeira temporada da série é estrelada por Zackary Arthur, Björgvin Arnarson, Alyvia Alyn Lind, Teo Briones e Brad Dourif.

## Elenco

### Principal
- Zackary Arthur como Jake Wheeler, um menino de 14 anos que encontra Chucky durante uma venda de garagem;
- Björgvin Arnarson como Devon Evans, a paixão de Jake e o melhor amigo de Junior;
- Alyvia Alyn Lind como Lexy Cross, uma das inimigas de Jake e namorada de Junior;
- Teo Briones como Junior Wheeler, o primo antagônico de Jake;
- Brad Dourif como a voz de Chucky/Charles Lee Ray, um assassino em série cruel que antes de morrer transferiu sua alma para um boneco "cara legal";
  - David Kohlsmith como o jovem Charles Lee Ray (7 a 8 anos);
  - Tyler Barish como o jovem Charles Lee Ray (14 anos);
  - Fiona Dourif como Charles Lee Ray na década de 1980 e presente.

### Recorrente
- Jennifer Tilly como Tiffany Valentine, ex-amante e parceira no crime de Chucky;
  - Blaise Crocker como a jovem Tiffany Valentine em flashbacks dos anos 1980;
  - Jennifer Tilly também expressa sua forma de boneca que se originou em A Noiva de Chucky;
- Fiona Dourif como Nica Pierce, uma mulher paraplégica que, desde os eventos de Cult of Chucky, está possuída por Chucky;
- Alex Vincent como Andy Barclay, arquinêmese de Chucky, que é atormentado por ele desde 1988;
- Christine Elise como Kyle, irmã adotiva de Andy;
- Lexa Doig como Bree Wheeler, tia de Jake, a mãe de Junior e a esposa de Logan, que está secretamente tendo um caso pelas suas costas;
- Barbara Alyn Woods como Prefeita Michelle Cross, prefeita de Hackensack e mãe de Lexy;
- Devon Sawa como Logan Wheeler, tio de Jake, marido de Bree e irmão gêmeo de Lucas.
  - Sawa também interpreta Lucas Wheeler, o pai abusivo de Jake e irmão gêmeo; alcoólatra de Logan.
- Michael Therriault como o Sr. Cross, pai de Lexy e marido de Michelle;
- Rachelle Casseus como o detetive Evans, a mãe de Devon e um policial de Hackensack;
- Carina London Battrick como Caroline Cross, irmã mais nova de Lexy.

## Episódios
| Seq. | Episódios | Título                                | Direção       | Escrito por                           | Data de exibição       | Audiência EUA (em milhões)       |
| --- | --------- | ------------------------------------- | ------------- | ------------------------------------- | ---------------------- | -------------------------------- |
| 1 | 1         | "Death by Misadventure"               | Don Mancini   | Don Mancini                           | 12 de outubro de 2021  | 0.451 (Syfy) 0.357 (USA Network) |
| Quando o adolescente Jake Wheeler compra um boneco em uma liquidação, sua vida muda para sempre.                                    |           |                                       |               |                                       |                        |                                  |
| 2 | 2         | "Give Me Something Good to Eat"       | Dermott Downs | Harley Peyton e Don Mancini           | 19 de outubro de 2021  | 0.390 (Syfy) 0.280 (USA Network) |
| Chucky tem como alvo um dos inimigos de Jake, forçando Jake a parar o boneco assassino - ou ajudá-lo.                               |           |                                       |               |                                       |                        |                                  |
| 3 | 3         | "I Like to Be Hugged"                 | Dermott Downs | Nick Zigler e Sarah Acosta            | 26 de outubro de 2021  | 0.330 (Syfy) 0.352 (USA Network) |
| Chucky relembra seu primeiro assassinato, instando Jake a escolher entre matar ou ser morto.                                        |           |                                       |               |                                       |                        |                                  |
| 4 | 4         | "Just Let Go"                         | Leslie Libman | Mallory Westfall e Kim Garland        | 2 de novembro de 2021  | 0.282 (Syfy) 0.302 (USA Network) |
| O vínculo de Jake com Devon se intensifica quando ele se junta a um aliado improvável para enganar Chucky.                          |           |                                       |               |                                       |                        |                                  |
| 5 | 5         | "Little Little Lies"                  | Leslie Libman | Harley Peyton e Rachael Paradis       | 9 de novembro de 2021  | 0.252 (Syfy) 0.265 (USA Network) |
| Jake e Devon progridem em seu relacionamento; inimigos e aliados do passado de Chucky aparecem.                                     |           |                                       |               |                                       |                        |                                  |
| 6 | 6         | "Cape Queer"                          | Samir Rehem   | Nick Zigler e Sarah Acosta            | 16 de novembro de 2021 | 0.377 (Syfy) 0.278 (USA Network) |
| Jake e seus amigos armaram uma armadilha arriscada para Chucky que poderia ter consequências terríveis se o tiro sair pela culatra. |           |                                       |               |                                       |                        |                                  |
| 7 | 7         | "Twice the Grieving, Double the Loss" | Samir Rehem   | Mallory Westfall e Isabella Gutierrez | 23 de novembro de 2021 | 0.350 (Syfy) 0.348 (USA Network) |
| As crianças tentam desesperadamente descobrir o misterioso jogo final de Chucky antes que seja tarde demais.                        |           |                                       |               |                                       |                        |                                  |
| 8 | 8         | "An Affair to Dismember"              | Jeff Renfroe  | Don Mancini e Harley Peyton           | 30 de novembro de 2021 | 0.296 (Syfy) 0.313 (USA Network) |
| As contas serão acertadas quando o plano diabólico de Chucky se concretizar em um local público e perigoso.                         |           |                                       |               |                                       |                        |                                  |